# یخ‌زدگی (فیلم ۲۰۰۶)
«یخ‌زدگی» (انگلیسی: Frostbite (2006 film)) فیلمی در ژانر کمدی ترسناک است که در سال ۲۰۰۶ منتشر شد.